# ميخائيل تاونسند
ميخائيل تاونسند (بالإنجليزية: Michael Townsend) هو لاعب كرة قدم بريطاني في مركز الدفاع، ولد في 17 مايو 1986 في والسول في المملكة المتحدة. لعب مع نادي بارنت ونادي تاموورث ونادي تشيلتنهام تاون لكرة القدم ونادي هيرفورد ووولفرهامبتون واندررز.

## وصلات خارجية
- ميخائيل تاونسند على موقع قاعدة بيانات كرة القدم.إي يو (الإنجليزية)
- ميخائيل تاونسند على موقع Soccerbase.com (لاعب) (الإنجليزية)
- ميخائيل تاونسند على موقع Soccerway.com (الإنجليزية)